# Пескосолидо
Пескосолидо (итал. Pescosolido) је насеље у Италији у округу Фрозиноне, региону Лацио.
Према процени из 2011. у насељу је живело 652 становника. Насеље се налази на надморској висини од 619 м.

## Становништво
Према резултатима пописа становништва 2011. у општини је живело 1.552 становника.
| 1931. | 1936. | 1951. | 1961. | 1971. | 1981. | 1991. | 2001. | 2011. |
| ----- | ----- | ----- | ----- | ----- | ----- | ----- | ----- | ----- |
| 2.482 | 2.636 | 2.708 | 1.915 | 1.646 | 1.445 | 1.473 | 1.568 | 1.552 |